# Sky van Hoff
Sky van Hoff (né en 1986) est un producteur de musique allemand.

## Biographie
À l'âge de 16 ans Sky van Hoff fait sa première tournée européenne avec son groupe Machinemade God, signature du label Century Media Records. L'année suivante, le groupe rejoint Metal Blade Records. Il écrit et produit lui-même le deuxième album Masked.
Les demandes de production le poussent à créer son propre studio début 2008. Il travaille notamment pour Kreator, The Sorrow, Caliban ou encore Marc Terenzi.
Il travaille comme guitariste avec Stefanie Kloß (Silbermond), Marta Jandová (Die Happy) pour le projet Mädchen checken das, sous la direction de Wolfgang Stach.
En plus de son travail de producteur, il écrit et travaille pour divers projets de télévision, de publicité et de cinéma.
En 2012, il est le directeur musical du groupe coaché par Sandra Nasic, membre du jury de X Factor ; il supervise et produit les groupes. Il amène ainsi Mrs. Greenbird à la victoire et à la première place des ventes.